# アラクレ
『アラクレ』は、藤原規代による日本の漫画作品。

## 概要
『ザ花とゆめ』2004年8月1日号に読みきり作品として発表され、その後『ザ花とゆめ』や『花とゆめ』に2005年まで断続的に掲載された。
さらに『花とゆめ』2005年22号から24号にかけて短期集中連載という形で発表され、同誌2006年8号からは連載に移行。同誌2009年5号まで発表された。
単行本は花とゆめコミックス（白泉社）から全10巻。

## 物語
母を亡くし、天涯孤独の身となった主人公の幸千恵は、ヤクザの親分である祖父・雷伊蔵に引き取られることになった。強面の子分衆と世話役、美形の五十嵐楽十と暮らすことになった幸千恵の、非日常的な日常を描いた物語。

## 登場人物
※年齢は第1巻の時点での年齢。
若村幸千恵（わかむら さちえ）
15歳。曲がったことが大嫌いな性格で、料理が得意。性格も味覚も亡母に似ている。
五十嵐楽十（いがらし らくと）
16歳。幸千恵の世話役であり、生徒会長。思っていることをあまり表情には出さない。
浅葱雷伊蔵（あさぎ らいぞう）
幸千恵の祖父。ヤクザの親分。
若村由伎絵（わかむら ゆきえ）
幸千恵の母親。男勝りで、曲がったことが嫌いな気性の人物だった。故人。
乾杏真（いぬい あずま）
16歳。五十嵐と同じクラス。五十嵐とは犬猿の仲。ややナルシスト気味だが面倒見はよい。

## 書誌情報
藤原規代 『アラクレ』 白泉社〈花とゆめコミックス〉
1. 2005年7月19日発売 ISBN 978-4-592-18316-7
2. 2006年3月17日発売 ISBN 978-4-592-18317-4
3. 2006年9月19日発売 ISBN 978-4-592-18318-1
4. 2007年3月19日発売 ISBN 978-4-592-18319-8
5. 2007年7月19日発売 ISBN 978-4-592-18320-4
6. 2007年11月19日発売 ISBN 978-4-592-18346-4
7. 2008年5月19日発売 ISBN 978-4-592-18347-1
8. 2008年9月19日発売 ISBN 978-4-592-18348-8
9. 2009年1月19日発売 ISBN 978-4-592-18349-5
10. 2009年4月19日発売 ISBN 978-4-592-18350-1